# Lokaltermin (Stanisław Lem)
Lokaltermin (Originaltitel: Wizja Lokalna) ist ein Roman von Stanisław Lem aus dem Jahr 1982, in dem der Weltraumpilot Ijon Tichy die Hauptrolle spielt. Die deutsche Übersetzung von Hubert Schumann erschien 1985 bei Volk und Welt und 1987 im Insel Verlag.
Lem strebte mit der Textform des Buchs „...die Erlangung eines großen Palimpsestes“ an: die Geschichte verschiedener Zivilisationen auf einem fremden Planeten (der „Entia“) sollte aus zahlreichen, völlig unterschiedlichen und widersprüchlichen Perspektiven betrachtet werden, vergleichbar mit dem Beschreiben der Geschichte Europas „...mit Hilfe chinesischer, Stalinscher, amerikanischer und Hitlerscher Berichte.“ Diesen Effekt erzielt Lem mit dem Besuch seines Helden Ijon Tichy im „Institut für Geschichtsmaschinen“, in denen die Entwicklung extraterrestrischer Zivilisationen simuliert wird, um trotz der großen Entfernungen und der eingeschränkten Kommunikation eine Art diplomatischen Austauschs pflegen zu können.
Die simulierten Geschichtsschreibungen widersprechen einem von Tichys Reiseberichten aus den Sterntagebüchern: statt auf der Entia habe er sich nur auf einem die Entia umkreisenden Vergnügungssatelliten aufgehalten und von den tatsächlichen Verhältnissen auf der Entia nichts erfahren. Die Darstellung der Geschichtsmaschinen bleibt aber widersprüchlich und wenig erhellend. Das „Palimpsest“ lässt aber erkennen, dass auf der Entia zwei ideologisch massiv unterschiedliche Gesellschaftsmodelle nebeneinander existieren. Mit der Reise Tichys zur Entia werden beide Systeme ausführlich dargestellt. Dieser Teil des Buches beschäftigt sich vor dem Hintergrund der beiden Gesellschaftsmodelle mit der von Lem häufig bearbeiteten Frage, ob und wie eine Gesellschaft das allgemeine Glück erschaffen könne.

## Handlung
Nach seiner Rückkehr zur Erde fährt Tichy zum Urlaub in die Schweiz, wo er von einer Behörde (dem Ministerium für Außerirdische Angelegenheiten) erfährt, die sich der extraterrestrischen Diplomatie verschrieben hat und mit Batterien von Computern (den Geschichtsmaschinen) versucht, die Zivilisationen ferner Völker und Planeten sowie deren diplomatische Beziehungen zur Erde zu simulieren.
In seinen Sterntagebüchern hat Tichy von seiner Reise zur Entia berichtet, war jedoch nicht auf der Entia selbst, sondern lediglich auf einem die Entia umkreisenden Vergnügungssatelliten gelandet, wie er bei einem Besuch des MfAA erfährt. Auf der Entia spielen zwei Spezies eine zentrale Rolle: Die Entianer sind eine intelligente Spezies, sie bilden die beiden Zivilisationen der Entia (Losannien und Kurdland). Sie sind humanoid, stammen jedoch von Vögeln ab. Die andere relevante Spezies der Entia sind die Kurdel, riesige Echsen, die insbesondere von der kurdländischen Zivilisation auch als Wohnstätten genutzt werden. Die höchst widersprüchlichen Betrachtungen und Analysen zu den entianischen Kulturen bestärken Tichy im Entschluss, selbst zur Entia zu reisen.
Während der Reise unterhält sich Ijon Tichy mit den Persönlichkeitskopien von Karl Popper, Paul Feyerabend, Bertrand Russell und zuletzt William Shakespeare.
Nach seiner Landung in einem Sumpf erkennt Tichy, dass er in Kurdland angekommen ist. Kurz darauf begegnet er einem Kurdländer, der zwar unter primitiven Bedingungen im Sumpf lebt und darüber hinaus entflohener Strafgefangener aus einem „Zuchtkurdel“ ist, die kurdländische Kultur jedoch voller Überzeugung lobt und die losannische Überflussgesellschaft ablehnt, obgleich er dort gerade einen Doktor in Astrophysik gemacht hatte. Tichy verlässt den Kurdländer, um nach Losannien zu gelangen und wird bei seiner Ankunft entführt. Seine Entführer versuchen, ihn unter pathetischen Rechtfertigungsreden zu töten, was ihnen aber nicht gelingt. Grund ist die „Ethosphäre“: eine von der losannischen Kultur geschaffene Technologie, die die komplette Umwelt dahingehend verändert hat, dass unethische Handlungen unmöglich werden. Das Welt wurde von einem „unfreundlichen in ein absolut freundliches Universum“ verwandelt, anderen Individuen zu schaden ist unmöglich. Bewirkt wird das durch die „Gripser“, subatomare Bestandteile der so geschaffenen Ethosphäre, die die gewöhnliche Materie vollständig durchdrungen bzw. ersetzt haben.
Die Ethosphäre verhindert Schädigungen von Individuen in quasi naturgesetzlicher Weise: es ist schlicht nicht möglich, beispielsweise jemanden zu töten, da die Umwelt jegliche Versuche vereitelt. Die losannische Kultur hat so eine Gesellschaft geschaffen, die einerseits im Überfluss lebt und in der niemand geschädigt werden kann, in der andererseits Individuen unter der damit einhergehenden Entmündigung leiden und die gefühlte Allmacht der Ethosphäre zunehmend für Misstrauen sorgt.
Nach seiner Befreiung wird Tichy in Losannien willkommen geheißen, trifft unterschiedliche Vertreter der losannischen Gesellschaft, lernt die Geschichte der Kultur kennen sowie die Prozesse, die zur Entwicklung der Gripser und der Ethosphäre führten. Dabei stellt sich heraus, dass die Gripser ursprünglich als Waffe entwickelt wurden und in einem nicht als solchem erkennbaren Kryptokrieg eine dritte Zivilisation auf dem Kontinent „Clivia Nigra“ vernichtet hatten. Mit einem losannischen Gefährten reist er anschließend zurück nach Kurdland, wo sie von einem Kurdel verschluckt werden. Mit dem gemeinsamen Aufenthalt im Inneren eines solchen „Staatsschreitwerks“ endet das Buch.